# Niklas Zetterling
Niklas Zetterling, född 5 september 1963, är en svensk författare av militärhistorisk facklitteratur. Han debuterade 1995 tillsammans med Michael Tamelander med Avgörandets ögonblick och de har senare skrivit fler böcker tillsammans. Andra medförfattare har varit Anders Frankson och Marco Smedberg men Zetterling har även skrivit som ensam författare. Niklas Zetterling arbetade som forskare vid Försvarshögskolan, där han började efter en tid vid Försvarets forskningsanstalt, fram till 2007. Han är nu matematiklärare och fysiklärare vid Katedralskolan i Uppsala. Zetterling växte upp och bor fortfarande i Uppsala.

### Facklitteratur
- Zetterling, Niklas; Michael Tamelander (1995). Avgörandets ögonblick : invasionen i Normandie 1944. Stockholm: Atlantis. Libris 7644400. ISBN 91-7486-235-9 (inb.)
- Tamelander, Michael; Zetterling, Niklas (2000). Den nionde april: Nazitysklands invasion av Norge 1940. Lund: Historiska media. ISBN 91-88930-82-3
- Zetterling, Niklas; Anders Frankson (2000) (på engelska). Kursk 1943: a statistical analysis. Cass series on the Soviet (Russian) study of war, 1462-0960 ; 11. London: Frank Cass. Libris 5500887. ISBN 0-7146-5052-8
- Zetterling, Niklas (2000) (på engelska). Normandy 1944: German military organization, combat power and organizational effectiveness. Winnipeg, Man.: J. J. Fedorowicz. Libris 6788071. ISBN 0-921991-56-8
- Anders Frankson och Niklas Zetterling (2002). Slaget om Kursk. Norstedts Förlag. ISBN 911-30-1078-6
- Tamelander, Michael; Niklas Zetterling (2004). Bismarck: kampen om Atlanten. Stockholm: Norstedt. ISBN 91-1-301288-6
- Tamelander, Michael; Niklas Zetterling (2006). Tirpitz: kampen om Norra Ishavet. Stockholm: Norstedt. Libris 10007426. ISBN 91-1-301554-0 (inb.)
- Zetterling, Niklas; Marco Smedberg (2007). Andra världskrigets utbrott. Hitlers anfall mot Polen 1939. Norstedts. ISBN 978-91-1-301597-2
- Zetterling, Niklas; Stig Söderlind (2008). Blixtkrig!: 1939-1941. Stockholm: Prisma. Libris 10659374. ISBN 978-91-518-5106-8 (inb.)
- Zetterling, Niklas; Anders Frankson (2008) (på engelska). The korsun pocket. Havertown: Casemate Books. ISBN 978-19-320-3388-5 (inb.)
- Zetterling, Niklas (2009). Hitler mot Stalin : kampen på östfronten 1941-45. Sverige: Prisma. ISBN 978-91-518-5126-6 (inb.)
- Zetterling, Niklas; Anders Frankson (2011). Hitlers första nederlag : anfallet mot Moskva. Sverige: Norstedts. ISBN 978-91-130-2838-5(inb.)
- Zetterling, Niklas; Anders Frankson (2006). Tjerkassy 44 : inringningen på Östfronten. Sverige: Norstedts. ISBN 978-91-130-1389-3(inb.)
- Zetterling, Niklas; Michael Tamelander (2004). D-dagen : invasionen i Normandie 1944. Sverige: Spartacus. ISBN 978-82-430-0296-8(inb.)
- Zetterling, Niklas; Michael Tamelander (2008). Andra världskriget år för år. Sverige: Historiska media. ISBN 978-91-855-0768-9

### Läroböcker
- Blixtkrig
- Grundbok i Operationskonst – Utvecklingen av operationskonsten och dess teorier

### Essäer
- Blixtkrig och uppdragstaktik ur essäsamlingen Uppdragstaktik en ledningsfilosofi i förändring, ISBN 91-89683-34-X
- Om lån, missförstånd, begreppsförvirring och faktafel ur essäsamlingen Luftmakt teorier och tillämpningar, ISBN 91-89683-70-6
- De tunga resursernas roll i framtiden ur essäsamlingen Det nya kriget, ISBN 91-89683-23-4